# Lesueurigobius sanzi
Lesueurigobius sanzi és una espècie de peix de la família dels gòbids i de l'ordre dels perciformes.

## Morfologia
- Els mascles poden assolir 11 cm de longitud total.[4][5]

## Hàbitat
És un peix marí, de clima subtropical i demersal que viu entre 47-117 m de fondària.

## Distribució geogràfica
Es troba a l'Atlàntic oriental (des de Portugal fins a Mauritània, tot i que també se'n troba al nord de Namíbia) i la Mediterrània occidental (Mar d'Alboran).

## Observacions
És inofensiu per als humans.